# Relações entre Equador e Índia
As relações entre o Equador e a Índia são as relações bilaterais da República do Equador e da República da Índia.

## História
Equador e Índia estabeleceram relações diplomáticas em 1969. O Equador abriu sua embaixada em Nova Delhi em 1973, mas a fechou em 1977. A Embaixada voltou a funcionar entre 1984 e 1985, antes de ser reaberta em fevereiro de 2005, bem como um Consulado Geral em Bombaim em 2013. A repetida abertura e fechamento da embaixada podem ser explicados pelos gastos incorridos pelo Equador para manter uma embaixada. A Embaixada da Índia em Bogotá, Colômbia, é credenciada conjuntamente no Equador.
Os dois países assinaram um memorando de entendimento em 2000 para manter consultas regulares com os Ministérios das Relações Exteriores. A primeira consulta externa ocorreu em 2005, seguida das de 2008, 2011 e 2014. Várias visitas de nível ministerial ocorreram entre os dois países. Vários chanceleres equatorianos e outros dignitários visitaram a Índia. Da Índia, as visitas de alto nível ao Equador ocorreram em nível de Ministro de Estado.
Os dois países assinaram diversos acordos de cooperação bilateral nas áreas de educação (2006), agricultura (2008) e cooperação econômica (2013). Índia e Equador assinaram um protocolo no Comitê Econômico e Comercial Conjunto (JETCO) em outubro de 2015 em Nova Delhi.

## Comércio
O comércio bilateral entre o Equador e a Índia aumentou de 98.9 milhões de dólares em 2009 para 1.29 bilhões em 2014-15. Em seguida, caiu para 553.14 milhões em 2015-16. A Índia exportou 415.45 milhões em mercadorias para o Equador e importou 137.69 milhões em 2015-16. Os principais produtos exportados pelo Equador para a Índia são óleos minerais e combustíveis, madeira e artigos de madeira, cacau e preparações de cacau, alumínio e artigos relacionados, máquinas e aparelhos. mecânica, chumbo, cobre, zinco e artigos que os contenham, bem como diversos artigos manufaturados . Os principais produtos importados pelo Equador da Índia são óleos minerais e combustíveis, ferro e aço, produtos farmacêuticos, veículos, produtos químicos, plásticos e itens relacionados, máquinas e aparelhos mecânicos, máquinas e equipamentos elétricos, borracha e artigos.
O 16 de novembro de 2008, a chanceler equatoriana, Maria Isabel Salvador, se reuniu com seu homólogo, Pranab Mukherjee, e discutiu a cooperação em petróleo e defesa. O novo governo equatoriano renegou os acordos de partilha de receitas celebrados com empresas petrolíferas ocidentais e pretendia estabelecer uma nova parceria com a ONGC Videsh, uma empresa pública.
Um memorando de entendimento foi assinado entre duas empresas petrolíferas estatais, ONGC Videsh e Petroecuador, e outro entre a Confederação das Indústrias Indianas (CII) e o Conselho Equatoriano de Promoção de Exportações e Investimentos (CORPEI) em 2006.